# Maltat
Maltat – miejscowość i gmina we Francji, w regionie Burgundia-Franche-Comté, w departamencie Saona i Loara.
Według danych na rok 1990 gminę zamieszkiwały 344 osoby, a gęstość zaludnienia wynosiła 11 osób/km² (wśród 2044 gmin Burgundii Maltat plasuje się na 574. miejscu pod względem liczby ludności, natomiast pod względem powierzchni na miejscu 161.).